# Gösta Cervin
Gösta Urban "Skepparn" Cervin, född 12 april 1937 i Hedvig Eleonora församling, Stockholm, död 30 november 1969 i Matteus församling i Stockholm, var en svensk vissångare och trubadur.

## Biografi
Cervin började med vissång i mitten av 1950-talet, och sjöng på jazzklubbar i Stockholm. Han debuterade i radio 1956 i ett program från Gazell Club, då en träffpunkt för 1950-talets visintresserade ungdomar. Han var programledare på Vispråmen Storken i Stockholm under en stor del av 1960-talet, och där fick han även sitt smeknamn "Skepparn". Han hade en scenisk närvaro som gjorde att publiken satt tyst och lyssnade även när han sjöng på krogar, och han turnerade runtom i Sverige och Norge, ibland tillsammans med Cornelis Vreeswijk. 
Repertoaren omfattade visor från Bellman till Vreeswijk samt folkliga visor och folksånger. Cervin sjöng in ett antal skivor, bland annat en med visor av Burl Ives. Han invaldes som ledamot i Samfundet Visans vänner på 1960-talet.
Cervin dog 1969, 32 år gammal. Han är begravd på Skogskyrkogården i Stockholm.

## Diskografi
Album
- Balladen om Eken : Skepparn sjunger Ruben Nilson och andra visfavoriter. LP. EMI SCLP 1030. 1965
- Samling kring Rosenblom : 13 visor av Ulf P. Olrog. LP. EMI SCLP 1055, 1966
- Jo, ser du... Nor-Disc NORLPS 13. 1966 (Norge)
- Skepparn sjunger Burl Ives. LP. HMV : SCLP 1078. 1967

Singlar
- "Här är den sköna sommar" / "Bröllopsresan till Barcelona". Scan-Disc : SC 1090. 1968
- "I armén" / "En rik gammal mö".  Odeon : SD 6032. 1968

### Medverkan
- En viskväll på Stork Club. LP. HMV : SCLP 1039. 1965
  - "Den instängde poeten" (Evert Taube)
  - "Älskade son" (Alfredsson, Danielsson, Svensson)
  - "Barfotagrevinnan" (Eskil Eriksson, Gunnar Thuresson)
- Samfundet Visans Vänner i Stockholm (en visa), EMI SCLP 1076. 1967
- Vispråmen Storken 1. Metronome MLP 15351. 1970
  - "S:t Louis Blues" (W. C. Handy)